# Halichoerus grypus

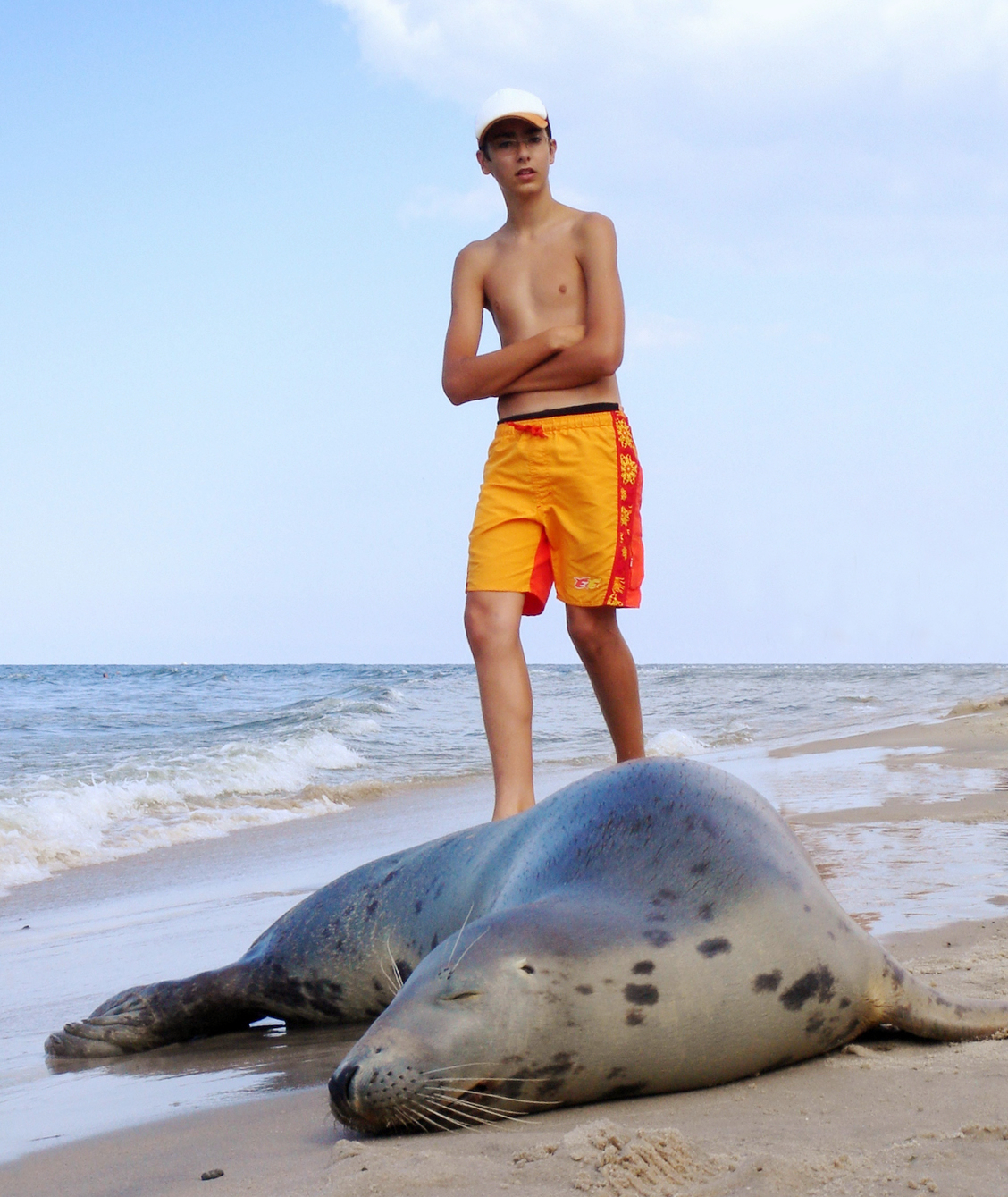
Foca grigia del Baltico sulla spiaggia di Niechorze (Polonia).

La foca grigia (Halichoerus grypus Fabricius, 1791; in greco «maiale di mare dal naso a uncino») è una grossa specie della famiglia dei Focidi diffusa su entrambe le sponde dell'Atlantico settentrionale. È l'unica specie del genere Halichoerus Nilsson, 1820.

## Tassonomia
Attualmente, gli studiosi riconoscono due sottospecie di foca grigia:
- H. g. grypus Fabricius, 1791 (Nordatlantico occidentale e orientale);
- H. g. macrorhynchus Hornschuch e Schilling, 1851 (mar Baltico).

Gli studiosi del passato, però, riconoscevano tre sottospecie, dal momento che tendevano a separare la popolazione del Nordatlantico in due sottospecie: una (H. g. grypus) stanziata lungo le coste americane e l'altra (denominata H. g. atlantica) lungo quelle europee. La sottospecie del Baltico, inoltre, era nota in passato come H. g. baltica.

## Descrizione
La foca grigia in realtà ha un nome improprio: il colore varia dal quasi nero al marrone, fino all'argenteo secondo che l'animale sia bagnato o asciutto, o si trovi nello stato della muta. Il grigio è essenzialmente un colore di fondo con macchie irregolari. In genere, il dorso è più scuro delle parti inferiori. In Canada sono state osservate alcune foche color verde chiaro, colore che deriva dallo sviluppo di un'alga verde, l'Enteromorpha groenlandica, tra i peli del dorso. È una condizione rara e non è stata osservata al di fuori delle acque canadesi. Il sesso di una foca grigia spesso si distingue da alcuni segni: i maschi presentano un colore di fondo scuro, generalmente grigio, contrassegnato da macchie irregolari di tonalità più chiara; le femmine sono grigio chiare o argentee contrassegnate con macchie scure più piccole. Alcune femmine adulte, quando galleggiano verticalmente in acqua, rivelano sul collo macchie molto simili a quelle del cane dalmata. È proprio questa la caratteristica della foca grigia.
Vista di profilo, la testa della foca grigia presenta una linea chiaramente convessa, il cosiddetto «muso romano», che la rese nota come «testa di cavallo» (Horsehead Seal) in alcune regioni del Canada. Questa sagoma è più evidente nei maschi adulti; ed è il modo migliore per distinguere la foca grigia dalla foca comune, che presenta un profilo piuttosto concavo simile a quello del cane. Il maschio si sviluppa fino a una lunghezza massima di 2,3 m e può raggiungere il peso di 350 kg; le femmine sono molto più piccole, in quanto hanno una lunghezza di circa 2 m e un peso massimo di 250 kg.

## Distribuzione e habitat
In Gran Bretagna e Irlanda, le foche grigie si riproducono in varie colonie lungo le coste e su alcune isole minori. Colonie particolarmente numerose sono presenti a Donna Nook (Lincolnshire), sulle isole Farne al largo delle coste del Northumberland (circa 6000 esemplari), sulle Orcadi e a North Rona al largo delle coste settentrionali della Scozia, sull'isola di Lambay al largo delle coste di Dublino e sull'isola di Ramsey, al largo delle coste del Pembrokeshire. Nel cosiddetto «German Bight» (la parte meridionale del mare del Nord compresa tra Paesi Bassi, Germania e Danimarca), ne esistono alcune colonie al largo delle isole di Sylt e di Amrum e su Helgoland. Le colonie più meridionali d'Europa si incontrano in Bretagna, in Francia, presso l'arcipelago delle Sept-îles, l'isola di Molène e l'isola di Sein .
Nel Nordatlantico occidentale, la foca grigia vive in gran numero nelle acque costiere del Canada e, più a sud, fino all'altezza del New Jersey, degli Stati Uniti. In Canada si incontra generalmente in aree come il golfo di San Lorenzo, Terranova, le Province marittime e il Québec. La colonia più numerosa del mondo si trova sull'isola di Sable (Nuova Scozia). Negli Stati Uniti la specie è presente tutto l'anno al largo delle coste della Nuova Inghilterra, in particolare del Maine e del Massachusetts, e meno frequentemente lungo le coste della Regione Atlantica Centrale. Il suo areale, tuttavia, si estende fino alla Virginia.
Oltre a queste aree, ove è concentrata gran parte della popolazione mondiale, la foca grigia si incontra anche lungo le coste delle isole Fær Øer e dell'Islanda, nonché sulla costa norvegese fino al mar Bianco. Una popolazione isolata, che costituisce una sottospecie a parte, H. g. macrorhynchus, vive nel Mar Baltico. La presenza di un esemplare vagante è stata registrata addirittura nel mar Nero, presso le coste dell'Ucraina.
Durante i mesi invernali le foche grigie si radunano su scogli, isole e banchi di sabbia non distanti dalla costa, e occasionalmente si spingono a riva per riposare. In primavera i piccoli svezzati da poco e gli esemplari di un anno di età si riuniscono occasionalmente sulle spiagge dopo mesi passati in mare aperto.

## Biologia

### Alimentazione
La foca grigia si nutre di una gran varietà di pesci, in particolare di specie bentoniche o demersali, catturati fino a profondità di 70 m o più. Gli ammoditi (gen. Ammodytes) costituiscono una parte importante della dieta in molte località. In altre zone la dieta è composta da merluzzi e altri Gadidi, pesci piatti, aringhe e razze. Tuttavia, è certo che la foca grigia si nutra di qualsiasi cosa sia disponibile, compresi polpi e astici. Il fabbisogno di cibo giornaliero è stato stimato sui 5 kg, ma l'animale non mangia tutti i giorni e digiuna durante la stagione riproduttiva.

### Riproduzione

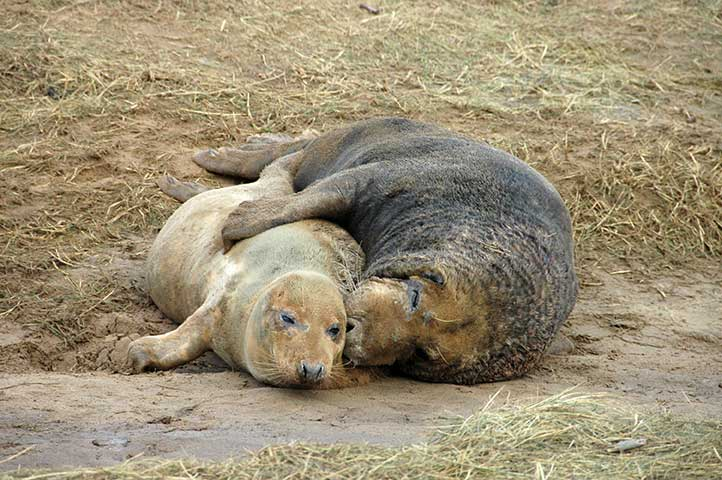
Accoppiamento di foche grigie a Donna Nook, nel Lincolnshire.

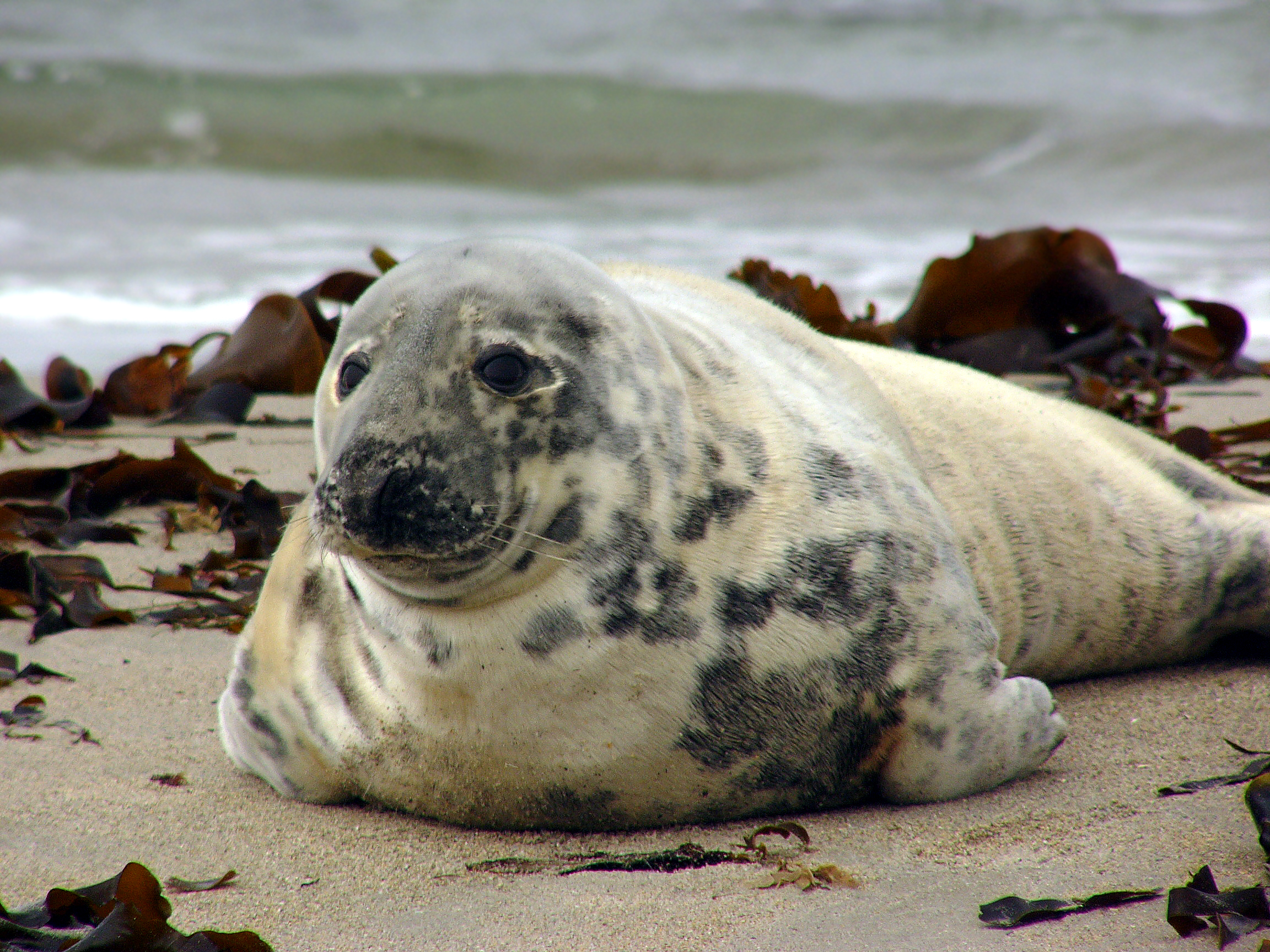
Femmina in una spiaggia

Le foche grigie della Gran Bretagna generano la maggior parte dei piccoli da settembre a dicembre, anche se si sono registrate nascite in quasi tutti i mesi dell'anno. Quelle invece della costa orientale dell'Atlantico, unitamente alla popolazione baltica, generano in primavera. La stagione dell'allevamento in Gran Bretagna inizia con gli adulti maschi e le femmine gravide che si riuniscono sulle loro speciali isole di riproduzione. I maschi più grossi e più vecchi prendono i migliori territori e tengono lontani i maschi più giovani. Come avviene per la maggior parte delle foche, i piccoli nascono rapidamente. Sono lunghi 80 cm circa, pesano quasi 15 kg e sono coperti di uno strato di pelo bianco. Il mantello bianco cade dopo circa tre settimane lasciando la giovane foca grassa con il suo pregiato mantello azzurro tanto ambito dai cacciatori. In queste prime tre settimane, le femmine allattano i piccoli; il ricco latte si trasforma tosto in grasso costituendo una riserva indispensabile fintanto che la giovane foca non sarà in grado di nutrirsi da sé. In questo periodo, l'animale dovrebbe pesare circa 45 kg. Se così non fosse, non avrebbe molte possibilità di sopravvivere, poiché dopo lo svezzamento i piccoli vengono abbandonati dalla madre.
Le giovani foche trascorrono le settimane successive sguazzando negli stagni rocciosi, imparando a nuotare e a nutrirsi prima di avventurarsi in mare. Se mancassero di una buona riserva di grasso, durante questo periodo esse morirebbero di fame.
Quando lasciano le spiagge di allevamento, gli adulti si disperdono nel mare aperto per nutrirsi e recuperare il grasso perduto a riva a favore della prole e accoppiandosi. Riappaiono all'inizio dell'anno successivo per la muta, le femmine ritornano a riva in febbraio e i maschi un paio di mesi dopo. A muta avvenuta ritornano in mare per alimentarsi nuovamente e ricostituire le riserve necessarie alla successiva stagione di riproduzione.

## Conservazione
Negli Stati Uniti il numero delle foche grigie è aumentato rapidamente. Fino al 1962, sia nel Maine che nel Massachusetts questi animali erano considerati nocivi e così ne rimanevano solamente poche colonie isolate nel Maine. Nel 1972, tuttavia, il Congresso emanò la Legge per la Protezione dei Mammiferi Marini, che rese illegale disturbare o uccidere le foche, e la popolazione di foche grigie aumentò nuovamente. Ad esempio, in una vasta colonia riproduttiva nei pressi di Capo Cod (Massachusetts) il numero dei piccoli nati ogni anno è aumentato da una manciata di unità nel 1980 a più di 2000 nel 2008. A partire dal 2009, migliaia di foche grigie hanno iniziato a stabilirsi sulle spiagge più famose della zona, o nei loro pressi, quando gli squali bianchi si spingono lungo le coste per dare loro la caccia. Il numero delle foche grigie è aumentato notevolmente anche nelle acque dello Stato di New York e del New Jersey, e gli studiosi ritengono che la specie stia pian piano espandendo il proprio areale verso sud.
Nel Regno Unito le foche sono protette ai termini della Legge per la Conservazione delle Foche del 1970, che però non viene applicata in Irlanda del Nord. In tutto il Paese, tuttavia, alcuni pescatori hanno chiesto allo Stato di poterne tenere sotto controllo il numero, dal momento che essi ritengono che gli stock siano diminuiti per colpa delle foche.
La popolazione del mar Baltico è aumentata di circa l'8% ogni anno tra il 1990 e la metà del primo decennio del XXI secolo, ma la popolazione sembra essersi stabilizzata a partire dal 2005. Attualmente la caccia alla foca grigia è legale in Svezia e Finlandia, dove ogni anno viene abbattuto il 50% delle quote stabilite dal governo. Tra le altre cause antropogeniche implicate nella morte di esemplari di questa specie vi sono le catture accidentali nelle reti da pesca.